# يوسف قطاوي باشا

يوسف أصلان قطاوي (1861 ـ 1942) الذي درس الهندسة في باريس وعمل عند عودته موظفاً في وزارة الأشغال العامة. ثم سافر إلى إيطاليا لدراسة أصول صناعة السكر وعاد إلى مصر ليؤسس مصنعاً للسكر، واختير عضواً في العديد من المجالس الاستشارية للمؤسسات الصناعية والمالية واشترك عام 1920 بالتعاون مع طلعت حرب ويوسف شيكوريل في تأسيس بنك مصر. وفي عام 1915، كان يوسف قطاوي عضواً في الوفد المصري الساعي إلى التفاوض مع بريطانيا لنيل الاستقلال لمصر، كما اختير عام 1922 عضواً في اللجنة التي أُسندت إليها مهمة وضع دستور مصري جديد في أعقاب الثورة المصرية (1919) والتصريح البريطاني بمنح مصر استقلالها الشكلي (1923). وقد عمل يوسف أصلان قطاوي وزيراً للمالية عام 1924 ثم وزيراً للمواصلات عام 1925، وانتُخـب عام 1923 عضـواً في مجلس النواب عن دائرة كوم أمبو، كما كان عضواً في مجلس الشيوخ في الفترة من 1927 وحتى 1936. ونشر عام 1935 دراسة بالفرنسية تدافع عن سياسة الخديوي إسماعيل الاقتصادية. وقد تزوج من عائلة سوارس اليهودية الثرية وكانت زوجته وصيفة للملكة نازلي.

## شركات
شارك جوزيف قطاوي باشا في أو أدار الشركات التالية: [4]
- شركة وادي كوم أمبو (1904-)
- بنك مصر (1920-)
- شركة أراضي الشيخ فضل (أعيدت تسميتها لاحقا شركة الشيخ فضل)
- الاتحاد العقاري المصري
- الشركة المصرية للتبريد
- شركة القاعات المركزية
- شركة السكر
- شركة مياه القاهرة
- إمبريال للصناعات الكيماوية (مصر)
- شركة التأمين الأهلية المصرية

## معاداة الصهيونية
وعلى خلاف ما تذكره بعض المصادر، ليس ثمة ما يشير إلى تعاطُف يوسف أصلان قطاوي مع المشروع الصهيوني من بعيد أو قريب، ولا إلى قيامهم بأية أنشطة من شأنها دعم هذا المشروع. بل عارض كلٌّ من يوسف أصلان قطاوي وابنه رينيه قطاوي الصهيونية، حينما تولَّى كلٌّ منهما رئاسة الطائفة اليهودية في مصر. وشجع يوسف أصلان قطاوي تأسيس « جمعية الشبان اليهود المصريين » (1934/1935) وجريدة الشمس الأسبوعية الصادرة بالعربية، وقد كان هدفهما «تمصير» أعضاء الجماعة وتعميق انتمائهم للوطن المصري.

## كتب
- 1920: لأولادي. باريس: ل. كارتريت.
- 1926: مصر: مساحة تاريخية وجغرافية ؛ الحكومة والمؤسسات ؛ الحياة الاقتصادية والاجتماعية. القاهرة: المعهد الفرنسي للآثار الشرقية.
- 1927: نظام التنازلات في مصر. القاهرة: مطبعة المعهد الفرنسي للآثار الشرقية
- 1931: نظرة على التسلسل الزمني للأمة المصرية. باريس: بلون.
- 1935: الخديوي إسماعيل وديون مصر. القاهرة: مصر
- 1941: تاريخ العلاقات بين مصر والباب العالي من القرن الثامن عشر
- 1943: التقويمات القديمة. القاهرة: طبعات مراجعة القاهرة

## التكريم
| شريط الشريط | دولة  | شرف                                |
| ----------- | ----- | ---------------------------------- |
|             | مصر   | جراند كوردون من قلادة النيل العظمى |
|             | فرنسا | "قائد" وسام جوقة الشرف             |